# Tranchant d'acier
Pour les articles homonymes, voir Tranchant.
Tranchant d'Acier (titre original : BattleAxe ) est un roman de fantasy écrit par l'auteure australienne Sara Douglass et paru en 1995. Ce roman est le premier volume de La Trilogie d'Axis.